# ハーイあっこです
『ハーイあっこです』は、みつはしちかこによる漫画作品。および、それを原作としたアニメ作品。
朝日新聞日曜版に1980年7月6日より長期連載され、主人公家族の成長の有様が描かれていたが、2002年3月31日、同新聞の日曜版が廃止され、連載終了。
1984年・1985年にはフジテレビ「月曜ドラマランド」にて三田寛子・三田村邦彦主演で実写ドラマも放送された。また1986年にも同枠にて、森尾由美・渡辺裕之主演でドラマ化された。

## 概要
明るく元気な主婦・あっことその夫・ジュンイチ、同居するジュンイチの母・セツコといった面々が繰り広げるユーモラスな日常を描くホームドラマ。

## 登場人物

### 坂本家
あつこ
演 - 三田寛子（*1、*2）、森尾由美（*3） / 声 - 小宮和枝
主人公。旧姓は「大里(おおさと)」。愛称は「あっこ」。小柄な体型で少しドジな面があるが、明るく元気な性格で誰とでもすぐ仲良くなれる。
学生時代の憧れの人だったジュンイチと結婚。
セツコ
演 - 吉行和子（*1、*2）、久我美子（*3） / 声 - 瀬能礼子
ジュンイチの母。和服を着こなし、漬物を漬けるのがとても上手で俳句が趣味という上品で家庭的な女性。基本的に優しい性格だが、上品な印象とは裏腹にお茶目な面があり、息子夫婦にちょっとしたイタズラを仕掛け、騒動になりかけた事もある(アニメ版11話)。
あっこに対抗し、試食販売のパートをした事があるが専業主婦生活が長い為か、パートが苦手。夫(ジュンイチの父)とは死別している。
ジュンイチ
演 - 三田村邦彦（*1、*2）、渡辺裕之（*3） / 声 - 塩沢兼人
セツコの息子で会社員。学生時代の同級生だったあっこと結婚。あっこからは「ジュンちゃん」と呼ばれる。
優しい性格で、長身でハンサムな事から学生時代から女性に人気がある。
タロー
声 - 坂本千夏
あっことジュンイチの息子（第1子）。小さいときは洟垂れ坊主だった。よく笑う（たまに視聴者に向けて笑うときも）。明るく元気に遊ぶタイプの子。セツコが根をあげてしまうほどのかなりのやんちゃっこ。まだまだ甘えたい盛。次第にお兄ちゃんとしての自覚に目覚めていく。
ハナコ
声 - こおろぎさとみ
あっことジュンイチの長女（第2子）。愛称は「ハーちゃん」。生まれたときはお人形のように可愛かった。非常にやんちゃでわんぱく。タローのことを（おにい）と呼ぶ。しかし、飽きっぽい性格でもあり、すぐに他人のものがいい、というほしいものねだりでタローと取り合いになり、喧嘩になる場面もよくある。すぐに泣く癖がついてしまったために、あっこやタローは常にハナコから目が離せない。すぐに大泣きしてはタローを困らせるわがままな面もある。
「アンパンマン」のドキンちゃんのぬいぐるみがお気に入り。
のどか
（アニメ未登場）
あっことジュンイチの次女（第3子）。愛称は「のんちゃん」。

### 大里家
ユキエ
声 - 巴菁子
あっこの母。細かい事は気にしない元気な肝っ玉母さんタイプでセツコとは正反対な性格のため、セツコとは相性が悪い(仲が悪いわけではない)。
夫との結婚は親族の反対を受けたらしく、結婚式をしなかった為、花嫁衣裳姿の写真がない。
太一
声 - 北村弘一
あっこの父。会社員。ユキエとは対照的な性格で、無口で愛想がヘタ。趣味は盆栽。
政子
声 - 岡のり子
山下夫人
声 - 伊倉一恵
ヒナコ
声 - 南杏子
ヨシコ
声 - 天野由梨
アキラ
声 - 亀井芳子
ノリコ
声 - 水城蘭子

## 単行本
- ハーイあっこです（コミックス） - 立風書房刊。全20巻。
- ハーイあっこです（文庫本） - 朝日新聞社刊。全6巻。

## テレビアニメ
朝日放送（ABC）制作・テレビ朝日系で、全163話（うち1時間SP7回)が放送された。朝日放送制作の単一タイトル作品としては最も長期にわたり、放送されていたアニメである（シリーズも含めれば『おジャ魔女どれみ』シリーズの方が長い）。
一部地域ではメインスポンサーを務めた日本ガス協会とのコラボレーションしたCMも放送された。
VHS・DVD・Blu-ray等といった映像ソフト化はされていない。

### 放送時間
- 1988年10月12日 - 1989年3月22日 - 毎週水曜日18:50 - 19:20[1]
- 1989年4月6日 - 1992年3月26日 - 毎週木曜日19:00 - 19:30[1]…テレビ朝日木曜19時枠（ローカルセールス枠）と交換。同時期に朝日放送の呼称・表記がABCとなったため（テレビ欄の表記も「ABCテレビ」に変更、ABCのロゴもマイナーチェンジ）、クレジットタイトルがそれまでの「制作：朝日放送、エイケン」から「制作：ABC、エイケン」に変更された。

### スタッフ
- 制作：村田英憲
- 原作：みつはしちかこ[1]
- 企画：渡邊米彦、鷺巣政安、霜田正信
- 監督：角田利隆[1]
- 絵コンテ／演出：角田利隆、堀越新太郎、南波千浪、細谷秋夫、山崎友正、奥田誠治、鈴木敏明、五月女有作、西浦哲、木暮輝夫、大町繁、今成英司、伊東政雄、吉田浩、他
- シリーズ構成：山本優[1]
- 脚本：山本優、朝倉千筆、荒島晃宏、照沼まりえ、角田利隆、三宅直子、一色弘安、西尾八千代、藤本さとし、古賀泰隆、他
- 作画総監督：小林勝利[1]
- キャラクターデザイン：長濱裕子[1]
- 作画監督：小林勝利、鈴木英二、金子勲、中山和子、増谷三郎、福山映二、丸山政次、石之博和、福岡鷹志、越崎鉄也、他
- 撮影監督：飯塚進
- 色彩監督：鬼沢冨士男
- 美術監督：遠藤守俊、金村勝義[1]
- 音楽：小坂明子[1]
- 音響監督：加藤敏
- 効果：倉橋静男
- 調整：熊倉亨
- 選曲：東上別府精
- 録音制作：東北新社
- 現像：IMAGICA
- 制作担当：一色弘安
- 制作デスク：平松巨規（サンシャインコーポレーション・オブ・ジャパン）
- 制作コーディネーター：小野辰雄
- プロデューサー：鍋島進二（ABC）、渡邊米彦
- 制作協力：サンシャインコーポレーション・オブ・ジャパン、じゃっく、スタジオじゃっく
- アニメーション制作：エイケン
- 製作：ABC、エイケン

### 主題歌
オープニングテーマ
『晴れのち晴れ』（前期）
作詞・作曲・歌 - 小坂明子 / 編曲 - 松井忠重
『キッチンから愛をこめて』（後期）
作詞 - 森雪之丞 / 作曲・歌 - 小坂明子 / 編曲 - 松下一也
エンディングテーマ
『おかえりなさい』（第一期）
作詞 - 伊藤アキラ / 作曲・歌 - 小坂明子 / 編曲 - 松井忠重 / 歌 - 橋本潮
『晴れのち晴れ』（第二期）
『ぱっと ちょっと ちゅっちゅ』（第三期）
作詞 - 伊藤アキラ / 作曲 - 小杉保夫 / 編曲 - 牧野三朗 / 歌 - 鳥飼真己子、SHINE'S
上記主題歌のCDシングルは、いずれも日本コロムビアより発売された。

### エピソード
- 第2話に限り、制作局の朝日放送は自社制作にてプロ野球『ロッテオリオンズ vs 近鉄バファローズ』戦のダブルヘッダーを緊急中継したため（『10.19』。その後21:00から試合終了まで全国放送となった）、10月24日（月曜）16:30 - 17:00[3]に臨時枠移動となり、テレビ朝日をはじめとする大半の同系列局では本来の放送日時に先行裏送りネットとなった。
- 1990年11月8日の放送にて、CMが終えて次回予告の前に空白画面になり、「しばらくお待ち下さい」と出たため、その後の次回予告以後がズレこみ、エンディングが途中でカットされる放送事故が起こっている（詳細は放送事故#テレビの番組・広告送出設備の故障による機械事故を参照）。

各話リスト
| 話数 | サブタイトル                                   | 放映日       | 脚本              | 絵コンテ       | 演出           | 作画監督   |
| ---- | ---------------------------------------------- | ------------ | ----------------- | -------------- | -------------- | ---------- |
| 1    | やったね結婚!                                  | 88年10月12日 | 山本 優           | 角田利隆       | 五月女有作     | 小林勝利   |
| 2    | あま～いのがお好き                             | 88年10月12日 | 山本 優           | 角田利隆       | 滑川 悟        | 増谷三郎   |
| 3    | しかられて里帰り                               | 88年10月19日 | 山本 優           | 南波千浪       | 南波千浪       | 金子 勲    |
| 4    | ジュンちゃん遅い!                              | 88年10月19日 | 山本 優           | 五月女有作     | 五月女有作     | 金子 勲    |
| 5    | ジョギングは夜に                               | 88年10月26日 | 山本 優           | 堀越新太郎     | 堀越新太郎     | 鈴木英二   |
| 6    | どっちがステキ?                                | 88年10月26日 | 朝倉千筆          | 南波千浪       | 南波千浪       | 鈴木英二   |
| 7    | あっちの水は甘いけど                           | 88年11月16日 | 並木 敏           | 木暮輝夫       | 木暮輝夫       | 福山映二   |
| 8    | モテモテお母さま                               | 88年11月16日 | 中 弘子           | 奥田誠治       | 滑川 悟        | 福山映二   |
| 9    | 秋はシェイプアップ                             | 88年11月23日 | 中 弘子           | 鈴木敏明       | 鈴木敏明       | 増谷三郎   |
| 10   | サンマのつけあわせ                             | 88年11月23日 | 並木 敏           | あにますお     | 堀越新太郎     | 金子 勲    |
| 11   | あっこの俳句初め                               | 88年11月30日 | 渡辺麻実          | 五月女有作     | 五月女有作     | 丸山政次   |
| 12   | とんだコンテスト                               | 88年11月30日 | 山本 優           | 鈴木敏明       | 鈴木敏明       | 草間真之介 |
| 13   | もしかして赤ちゃん                             | 88年12月07日 | 並木 敏           | あにますお     | 西浦 哲        | 丸山政次   |
| 14   | オニのいぬまに                                 | 88年12月07日 | 中 弘子           | あにますお     | 南波千浪       | 鈴木英二   |
| 15   | おともは疲れる                                 | 88年12月14日 | 山本 優           | 五月女有作     | 五月女有作     | 中山和子   |
| 16   | オメデタかしら?                                | 88年12月14日 | 山本 優           | 鈴木敏明       | 鈴木敏明       | 増谷三郎   |
| 17   | 神さまのプレゼント                             | 88年12月21日 | 朝倉千筆          | 角田利隆       | 南波千浪       | 金子 勲    |
| 18   | 赤ちゃん聞こえる?                              | 88年12月21日 | 中 弘子           | 堀越新太郎     | 堀越新太郎     | 中山和子   |
| 19   | さすが!お母さま                                | 88年12月28日 | 山本 優           | 五月女有作     | 五月女有作     | 鈴木英二   |
| 20   | まちどおしいな                                 | 88年12月28日 | 山本 優           | 南波千浪       | 南波千浪       | 金子 勲    |
| 21   | こんにちは赤ちゃん                             | 89年1月11日  | 山本 優           | 五月女有作     | 五月女有作     | 福山映二   |
| 22   | その名はタロー                                 | 89年1月11日  | 山本 優           | 増谷三郎       | 鈴木敏明       | 増谷三郎   |
| 23   | ただいま!お母さま                              | 89年1月18日  | 山本 優           | あにますお     | すぎもとますみ | 福山映二   |
| 24   | 抱きぐせはダメよ                               | 89年1月18日  | 山本 優           | あにますお     | 堀越新太郎     | 増谷三郎   |
| 25   | 夜泣きウォーズ                                 | 89年1月25日  | 中 弘子           | 五月女有作     | 五月女有作     | 金子 勲    |
| 26   | おばあちゃんって誰?                            | 89年1月25日  | 並木 敏           | あにますお     | 西浦 哲        | 鈴木英二   |
| 27   | 過保護ママさん                                 | 89年2月1日   | 山本 優           | 南波千浪       | 南波千浪       | 佐藤真人   |
| 28   | タローのおともだち                             | 89年2月1日   | 山本 優           | 堀越新太郎     | 堀越新太郎     | 小林勝利   |
| 29   | クラス会のスター                               | 89年2月8日   | 渡辺麻実          | 南波千浪       | 南波千浪       | 中山和子   |
| 30   | タローが大変!                                  | 89年2月8日   | 中 弘子           | 木暮輝夫       | 木暮輝夫       | 福山映二   |
| 31   | 父と娘の会話                                   | 89年2月15日  | 朝倉千筆          | あにますお     | 五月女有作     | 鈴木英二   |
| 32   | シュンちゃんが浮気?                            | 89年2月15日  | 山本 優           | すぎもとますみ | すぎもとますみ | 金子 勲    |
| 33   | よその子うちの子                               | 89年2月22日  | 山本 優           | あにますお     | ささきこういち | 小林勝利   |
| 34   | 夫婦の危機!                                    | 89年2月22日  | 山本 優           | 五月女有作     | 西浦 哲        | 増谷三郎   |
| 35   | こりすぎ離乳食                                 | 89年3月1日   | 中 弘子           | 堀越新太郎     | 堀越新太郎     | 中山和子   |
| 36   | 雪の日の大あわて                               | 89年3月1日   | 山本 優           | 南波千浪       | 木暮輝夫       | 福山映二   |
| 37   | みんなそろって疲れた日                         | 89年3月8日   | 朝倉千筆          | ささきこういち | ささきこういち | 鈴木英二   |
| 38   | 花によばれて                                   | 89年3月8日   | 山本 優           | あにますお     | 南波千浪       | 金子 勲    |
| 39   | タローが主役!                                  | 89年3月15日  | 山本 優           | 角田利隆       | 山崎友正       | 増谷三郎   |
| 40   | マンマとバーバ                                 | 89年3月15日  | 山本 優           | 五月女有作     | 五月女有作     | 石之博和   |
| 41   | ボタンの思い出                                 | 89年3月22日  | 渡辺麻実          | 木暮輝夫       | 今成英司       | 石之博和   |
| 42   | 育児ノイローゼ                                 | 89年3月22日  | 山本 優           | あにますお     | 堀越新太郎     | 中山和子   |
| 43   | はじめてのお花見                               | 89年4月6日   | 山本 優           | 木暮輝夫       | 木暮輝夫       | 福山映二   |
| 44   | ご近所の輪                                     | 89年4月6日   | 山本 優           | すぎもとますみ | 山崎友正       | 増谷三郎   |
| 45   | タローの悪いクセ                               | 89年4月13日  | 朝倉千筆          | 林 正実        | 林 正実        | 金子 勲    |
| 46   | パパの部屋はどこ?                              | 89年4月13日  | 中 弘子           | 堀越新太郎     | 堀越新太郎     | 小林勝利   |
| 47   | 春だから毛皮が欲しい                           | 89年4月20日  | 中 弘子           | 角田利隆       | 今成英司       | 石之博和   |
| 48   | 深夜のお客さま                                 | 89年4月20日  | 中 弘子           | あにますお     | 堀越新太郎     | 丸山政次   |
| 49   | 嫁姑・本音でカチン                             | 89年4月27日  | 山本 優           | 林 正実        | 林 正実        | 中山和子   |
| 50   | タローのお節句                                 | 89年4月27日  | 渡辺麻実 角田利隆 | あにますお     | 山崎友正       | 増谷三郎   |
| 51   | 困った大型連休                                 | 89年5月4日   | 山本 優           | 木暮輝夫       | 木暮輝夫       | 福山映二   |
| 52   | できすぎ兄嫁さん                               | 89年5月4日   | 山本 優           | 角田利隆       | 小松和彦       | 金子 勲    |
| 53   | 自慢のタロー                                   | 89年5月11日  | 朝倉千筆          | 角田利隆       | 今成英司       | 石之博和   |
| 54   | 母の日の贈りもの                               | 89年5月11日  | 山本 優           | 林 正実        | 林 正実        | 小林勝利   |
| 55   | 夫婦喧嘩で運動会                               | 89年5月18日  | 中 弘子           | 荻原露光       | 堀越新太郎     | 中山和子   |
| 56   | オマルとしつけ                                 | 89年5月18日  | 合戸 陽           | あにますお     | 山崎友正       | 増谷三郎   |
| 57   | 身びいき美人                                   | 89年5月25日  | 山本 優           | 木暮輝夫       | 木暮輝夫       | 中山和子   |
| 58   | ああ、嫁いびり!?                               | 89年5月25日  | 山本 優           | 小松和彦       | 小松和彦       | 金子 勲    |
| 59   | ダメな嫁                                       | 89年6月1日   | 麻倉千尋          | あにますお     | 今成英司       | 石之博和   |
| 60   | ジュンちゃんのヘソクリ                         | 89年6月1日   | 山本 優           | 石原ひろし     | 林 正実        | 丸山政次   |
| 61   | よその姑うちの姑                               | 89年6月8日   | 山本 優           | 石原ひろし     | 堀越新太郎     | 中山和子   |
| 62   | 涙のハラハラ結婚式                             | 89年6月8日   | 山本 優           | 南波千浪       | 山崎友正       | 増谷三郎   |
| 63   | はじめの一歩                                   | 89年6月15日  | 中 弘子           | 木暮輝夫       | 木暮輝夫       | 福山映二   |
| 64   | お父ちゃんの心配                               | 89年6月15日  | 山本 優           | あにますお     | 小松和彦       | 金子 勲    |
| 65   | 楽しいベビースイミング                         | 89年6月22日  | 山本 優           | あにますお     | 今成英司       | 石之博和   |
| 66   | お疲れボーナス                                 | 89年6月22日  | 三宅直子          | 角田利隆       | 大町 繁        | 金子 勲    |
| 67   | タローにお手上げ                               | 89年6月29日  | 麻倉千尋          | 堀越新太郎     | 堀越新太郎     | 中山和子   |
| 68   | ジュンちゃんが転勤?                            | 89年6月29日  | 合戸 陽           | 南波千浪       | 山崎友正       | 増谷三郎   |
| 69   | お誕生日おめでとう                             | 89年7月6日   | 山本 優           | 南波千浪       | 木暮輝夫       | 福山映二   |
| 70   | 七夕の可愛い出会い                             | 89年7月6日   | 山本 優           | あにますお     | 今成英司       | 石之博和   |
| 71   | モテモテ海水浴                                 | 89年7月13日  | 山本 優           | あにますお     | 山崎友正       | 金子 勲    |
| 72   | びっくり重大ニュース                           | 89年7月13日  | 山本 優           | あにますお     | 大町 繁        | 丸山政次   |
| 73   | 親ばなれ子ばなれ                               | 89年7月20日  | 山本 優           | あにますお     | 堀越新太郎     | 中山和子   |
| 74   | おめでとう弟二子誕生                           | 89年7月20日  | 山本 優           | 南波千浪       | 山崎友正       | 増谷三郎   |
| 75   | タローの家出!?                                 | 89年7月27日  | 山本 優           | 木暮輝夫       | 木暮輝夫       | 福山映二   |
| 76   | 暑さでイライラ                                 | 89年7月27日  | 山本 優           | あにますお     | 今成英司       | 石之博和   |
| 77   | ハナコばっかり!?                               | 89年8月3日   | 中 弘子           | あにますお     | 堀越新太郎     | 金子 勲    |
| 78   | たまにはリッチに                               | 89年8月3日   | 山本 優           | 南波千浪       | 西浦 哲        | 丸山政次   |
| 79   | タローは天才!                                  | 89年8月10日  | 山本 優           | 南波千浪       | 大町 繁        | 中山和子   |
| 80   | お母ちゃんの晴れ舞台                           | 89年8月10日  | 山本 優           | 山崎友正       | 山崎友正       | 増谷三郎   |
| 81   | 危険な関係?                                    | 89年8月17日  | 山本 優           | あにますお     | 木暮輝夫       | 福山映二   |
| 82   | つんつん花火の宵                               | 89年8月17日  | 山本 優           | 南波千浪       | 牧野滋人       | 石之博和   |
| 83   | いたずらタロー?                                | 89年8月24日  | 合戸 陽           | 堀越新太郎     | 堀越新太郎     | 金子 勲    |
| 84   | 夏休みのお客さま                               | 89年8月24日  | 三宅直子          | あにますお     | 西浦 哲        | 丸山政次   |
| 85   | 男どうしにヤキモキ                             | 89年8月31日  | 山本 優           | 南波千浪       | 山崎友正       | 増谷三郎   |
| 86   | 台風の夜                                       | 89年8月31日  | 山本 優           | あにますお     | 西浦 哲        | 中山和子   |
| 87   | しあわせの居心地                               | 89年9月7日   | 伊東恒久          | あにますお     | 堀越新太郎     | 福岡鷹志   |
| 88   | タローはとなりの子?                            | 89年9月7日   | 中 弘子           | 南波千浪       | 大庭秀昭       | 金子 勲    |
| 89   | 十五夜の気くばり                               | 89年9月14日  | 山本 優           | 木暮輝夫       | 木暮輝夫       | 福山映二   |
| 90   | 何のお祝い?                                    | 89年9月14日  | 山本 優           | あにますお     | 堀越新太郎     | 金子 勲    |
| 91   | ヒヤ汗お墓まいり                               | 89年9月21日  | 山本 優           | 山崎友正       | 山崎友正       | 増谷三郎   |
| 92   | このひと誰よ!                                  | 89年9月21日  | 山本 優           | 南波千浪       | 西浦 哲        | 中山和子   |
| 93   | 秋 大収穫キノコ狩り                            | 89年9月28日  |                   |                |                |            |
| 94   | 冬 歳末平等宣言                                | 89年9月28日  |                   |                |                |            |
| 95   | 春 お花畑は愛の匂い                            | 89年9月28日  |                   |                |                |            |
| 96   | 夏 挑戦は夏バテのあとで                        | 89年9月28日  |                   |                |                |            |
| 97   | 思い出のベンチ                                 | 89年10月12日 | 山本 優           | あにますお     | 木暮輝夫       | 福山映二   |
| 98   | 目が離せない                                   | 89年10月12日 | 山本 優           | 南波千浪       | 栗山美秀       | 金子 勲    |
| 99   | お兄ちゃんはつらいよ                           | 89年10月19日 | 山本 優           | 堀越新太郎     | 堀越新太郎     | 福岡鷹志   |
| 100  | タローにご用心                                 | 89年10月19日 | 山本 優           | 山崎友正       | 山崎友正       | 増谷三郎   |
| 101  | わがままハナコ                                 | 89年10月26日 | 山本 優           | 南波千浪       | 西浦 哲        | 中山和子   |
| 102  | お母様の再婚!?                                 | 89年10月26日 | 山本 優           | 南波千浪       | 伊東政雄       | 金子 勲    |
| 103  | 何て言ったら…                                  | 89年11月2日  | 山本 優           | あにますお     | 桜 亜衣        | 丸山政次   |
| 104  | 性格の不一致                                   | 89年11月2日  | 山本 優           | 木暮輝夫       | 木暮輝夫       | 福山映二   |
| 105  | この人だ～れ?                                  | 89年11月9日  | 合戸 陽 小野辰雄  | 南波千浪       | 山崎友正       | 増谷三郎   |
| 106  | いい子も大変                                   | 89年11月9日  | 山本 優           | 栗山美秀       | 栗山美秀       | 金子 勲    |
| 107  | 返り咲きお母さま                               | 89年11月16日 | 山本 優           | 南波千浪       | 伊東政雄       | 福岡鷹志   |
| 108  | タローの子犬                                   | 89年11月16日 | 中 弘子           | あにますお     | 堀越新太郎     | 中山和子   |
| 109  | お見合いで本音!                                | 89年11月23日 | 中 弘子 小野辰雄  | あにますお     | 木暮輝夫       | 福山映二   |
| 110  | パパありがとう                                 | 89年11月23日 | 山本 優           | 栗山美秀       | 栗山美秀       | 丸山政次   |
| 111  | お父ちゃんのワガママ                           | 89年11月30日 | 伊東恒久 角田利隆 | 南波千浪       | 堀越新太郎     | 金子 勲    |
| 112  | セツコさんの宝物                               | 89年11月30日 | 三宅直子          | 山崎友正       | 山崎友正       | 増谷三郎   |
| 113  | どっちの味方?                                  | 89年12月7日  | 山本 優           | 南波千浪       | 大庭秀昭       | 金子 勲    |
| 114  | 急病でハラハラ                                 | 89年12月7日  | 中 弘子           | あにますお     | 西浦 哲        | 中山和子   |
| 115  | おてんばハナコ                                 | 89年12月14日 | 山本 優           | 栗山美秀       | 栗山美秀       | 福岡鷹志   |
| 116  | パパとの約束                                   | 89年12月14日 | 水出弘一          | あにますお     | 伊東政雄       | 金子 勲    |
| 117  | プレゼントで大騒ぎ                             | 89年12月21日 | 山本 優           | 山崎友正       | 山崎友正       | 増谷三郎   |
| 118  | 火の用心カチカチ                               | 89年12月21日 | 中 弘子           | 南波千浪       | 堀越新太郎     | 金子 勲    |
| 119  | 暮れは大いそがし                               | 89年12月28日 |                   |                |                |            |
| 120  | タローは歳末福の神                             | 89年12月28日 |                   |                |                |            |
| 121  | もうひとつ寝ると                               | 89年12月28日 |                   |                |                |            |
| 122  | 除夜の鐘はいつ!?                               | 89年12月28日 |                   |                |                |            |
| 123  | お正月にケジメ!                                | 90年1月11日  | 山本 優           | あにますお     | 西浦 哲        | 中山和子   |
| 124  | ハーちゃんの成人式?                            | 90年1月11日  | 山本 優           | 南波千浪       | 大庭秀昭       | 金子 勲    |
| 125  | 家族そろって寒稽古                             | 90年1月18日  | 山本 優           | 吉田 浩        | 堀越新太郎     | 福岡鷹志   |
| 126  | よい子のチケット                               | 90年1月18日  | 中 弘子           | あにますお     | 山崎友正       | 増谷三郎   |
| 127  | スズメのお宿                                   | 90年1月25日  | 山本 優           | 南波千浪       | 木暮輝夫       | 福山映二   |
| 128  | タローの欲しいもの                             | 90年1月25日  | 水出弘一          | 栗山美秀       | 栗山美秀       | 金子 勲    |
| 129  | 鬼は外!福は内!!                                | 90年2月1日   | 山本 優           | 南波千浪       | 伊東政雄       | 中山和子   |
| 130  | 母娘ゲーム                                     | 90年2月1日   | 中 弘子           | あにますお     | 西浦 哲        | 福岡鷹志   |
| 131  | タローのケンカ                                 | 90年2月8日   | 山本 優           | 吉田 浩        | 山崎友正       | 増谷三郎   |
| 132  | 花ざかりバレンタイン                           | 90年2月8日   | 山本 優           | あにますお     | 堀越新太郎     | 金子 勲    |
| 133  | おばあちゃん嫌い!                              | 90年2月15日  | 山本 優           | 南波千浪       | 大庭秀昭       | 金子 勲    |
| 134  | 舞台でドキドキ                                 | 90年2月15日  | 中 弘子           | あにますお     | 西浦 哲        | 福岡鷹志   |
| 135  | 実家の危機!                                    | 90年2月22日  | 水出弘一          | 吉田 浩        | 木暮輝夫       | 福山映二   |
| 136  | どっちがパートに?                              | 90年2月22日  | 中 弘子           | 南波千浪       | 堀越新太郎     | 金子 勲    |
| 137  | おんな三代おひな様                             | 90年3月1日   | 山本 優           | あにますお     | 山崎友正       | 増谷三郎   |
| 138  | みんな卒業                                     | 90年3月1日   | 山本 優           | 吉田 浩        | 栗山美秀       | 中山和子   |
| 139  | 女らしく                                       | 90年3月8日   | 中 弘子           | 吉田 浩        | 伊東政雄       | 福岡鷹志   |
| 140  | 大騒ぎ!病は気から                              | 90年3月8日   | 山本 優           | 南波千浪       | 西浦 哲        | 丸山政次   |
| 141  | ひとりでお迎えに                               | 90年3月15日  | 水出弘一          | あにますお     | 堀越新太郎     | 福岡鷹志   |
| 142  | お母ちゃんが浮気?                              | 90年3月15日  | 山本 優           | 吉田 浩        | 堀越新太郎     | 金子 勲    |
| 143  | ドロンコ大好き!                                | 90年3月22日  | 山本 優           | 南波千浪       | 山崎友正       | 増谷三郎   |
| 144  | セツコ先生とお母ちゃん                         | 90年3月22日  | 中 弘子           | あにますお     | 木暮輝夫       | 福山映二   |
| 145  | みんなでウキウキ                               | 90年3月29日  |                   |                |                |            |
| 146  | セツコさんの潮干狩                             | 90年3月29日  |                   |                |                |            |
| 147  | おじいちゃんの愛                               | 90年3月29日  |                   |                |                |            |
| 148  | お花見は幸せを乗せて!                          | 90年3月29日  |                   |                |                |            |
| 149  | こじれた親子関係                               | 90年4月12日  | 水出弘一          | あにますお     | 山崎友正       | 増谷三郎   |
| 150  | セツコさんのわがまま                           | 90年4月12日  | 山本 優           | 南波千浪       | 堀越新太郎     | 金子 勲    |
| 151  | 幼なじみは婚約者                               | 90年4月19日  | 中 弘子           | あにますお     | 木暮輝夫       | 福山映二   |
| 152  | うちの子にかぎって                             | 90年4月19日  | 山本 優           | 吉田 浩        | 西浦 哲        | 福岡鷹志   |
| 153  | ああ～やせる思い                               | 90年4月26日  | 西尾八千代        | 南波千浪       | 伊東政雄       | 中山和子   |
| 154  | 家族旅行は大騒ぎ                               | 90年4月26日  | 高山雅夫 一色弘安 | あにますお     | 山崎友正       | 増谷三郎   |
| 155  | タローの初恋                                   | 90年5月3日   | 山本 優           | 吉田 浩        | 堀越新太郎     | 金子 勲    |
| 156  | こんなはずでは!?                               | 90年5月3日   | 山本 優           | 吉田 浩        | 山崎友正       | 丸山政次   |
| 157  | うわさの嫁・姑                                 | 90年5月10日  | 中 弘子           | 南波千浪       | 山崎友正       | 中山和子   |
| 158  | ハラハラ母の日                                 | 90年5月10日  | 山本 優           | あにますお     | 堀越新太郎     | 金子 勲    |
| 159  | のどもと過ぎれば?                              | 90年5月17日  | 水出弘一          | 南波千浪       | 伊東政雄       | 福岡鷹志   |
| 160  | おじいちゃんの心配事                           | 90年5月17日  | 山本 優           | 吉田 浩        | 伊東政雄       | 金子 勲    |
| 161  | サヨナラあっこ…                                | 90年5月24日  | 中 弘子           | あにますお     | 山崎友正       | 増谷三郎   |
| 162  | ジュンちゃんはイライラ                         | 90年5月24日  | 山本 優           | 南波千浪       | 木暮輝夫       | 福山映二   |
| 163  | 頼もしいお母ちゃん                             | 90年5月31日  | 中 弘子           | 吉田 浩        | 堀越新太郎     | 福岡鷹志   |
| 164  | あですがたセツコさん                           | 90年5月31日  | 西尾八千代        | 角田利隆       | 大庭秀昭       | 中山和子   |
| 165  | おじいちゃんの願い                             | 90年6月7日   | 山本 優           | あにますお     | 山崎友正       | 福岡鷹志   |
| 166  | お友達は大切に                                 | 90年6月7日   | 中 弘子           | 南波千浪       | 山崎友正       | 丸山政次   |
| 167  | お父ちゃんの手料理                             | 90年6月14日  | 山本 優           | 吉田 浩        | 山崎友正       | 増谷三郎   |
| 168  | あきれた夫婦                                   | 90年6月14日  | 山本 優           | あにますお     | 堀越新太郎     | 金子 勲    |
| 169  | ジュンちゃんの出世                             | 90年6月21日  | 水出弘一          | 南波千浪       | 伊東政雄       | 中山和子   |
| 170  | 坂本家に赤ちゃん                               | 90年6月21日  | 西尾八千代        | 南波千浪       | 堀越新太郎     | 金子 勲    |
| 171  | あつこの甘え                                   | 90年6月28日  | 山本 優           | 吉田 浩        | 木暮輝夫       | 福山映二   |
| 172  | 悩みのお中元                                   | 90年6月28日  | 中 弘子           | あにますお     | 山崎友正       | 福岡鷹志   |
| 173  | おばあちゃんメーよ                             | 90年7月5日   | 中 弘子           | 吉田 浩        | 山崎友正       | 増谷三郎   |
| 174  | 七夕のおさそい                                 | 90年7月5日   | 山本 優           | あにますお     | 堀越新太郎     | 丸山政次   |
| 175  | いってらっしゃい!!                             | 90年7月12日  | 西尾八千代        | 吉田 浩        | 伊東政雄       | 中山和子   |
| 176  | 嫁にかぎって…                                  | 90年7月12日  | 角田利隆          | 南波千浪       | 伊東政雄       | 金子 勲    |
| 177  | セツコさんの期待                               | 90年7月19日  | 一色弘安          | あにますお     | 堀越新太郎     | 福岡鷹志   |
| 178  | みんなの約束                                   | 90年7月19日  | 山本 優           | 吉田 浩        | 山崎友正       | 越崎鉄也   |
| 179  | ハーちゃんもオチンチン                         | 90年7月26日  | 山本 優           | 角田利隆       | 山崎友正       | 福岡鷹志   |
| 180  | 家族のために                                   | 90年7月26日  | 西尾八千代        | 南波千浪       | 木暮輝夫       | 福山映二   |
| 181  | 暑さにバテバテ                                 | 90年8月2日   | 藤本まさし        | あにますお     | 伊東政雄       | 増谷三郎   |
| 182  | ザブーン!大波小波                              | 90年8月2日   | 山本 優           | 南波千浪       | 伊東政雄       | 中山和子   |
| 183  | やっぱり!ジュンちゃん                          | 90年8月9日   | 藤本さとし        | あにますお     | 堀越新太郎     | 金子 勲    |
| 184  | 思い出は小ビンの中                             | 90年8月9日   | 西尾八千代        | 吉田 浩        | 山崎友正       | 丸山政次   |
| 185  | お母さまをご推薦                               | 90年8月16日  | 中 弘子           | あにますお     | 山崎友正       | 増谷三郎   |
| 186  | お野菜のお願い                                 | 90年8月16日  | 山本 優           | 南波千浪       | 堀越新太郎     | 越崎鉄也   |
| 187  | もう一人のお母さま                             | 90年8月23日  | 藤本さとし        | 吉田 浩        | 木暮輝夫       | 福山映二   |
| 188  | タローがいじめっ子に?                          | 90年8月23日  | 山本 優           | あにますお     | 堀越新太郎     | 福岡鷹志   |
| 189  | 海外旅行なんて…                                | 90年8月30日  | 荒島晃宏          | 南波千浪       | 伊東政雄       | 増谷三郎   |
| 190  | とんだ買物!?                                   | 90年8月30日  | 山本 優           | あにますお     | 伊東政雄       | 中山和子   |
| 191  | かわいい恋人                                   | 90年9月6日   | 中 弘子           | 南波千浪       | 堀越新太郎     | 金子 勲    |
| 192  | 特訓!礼儀作法                                  | 90年9月6日   | 西尾八千代        | あにあすお     | 山崎友正       | 越崎鉄也   |
| 193  | まさか!お父ちゃんが?                           | 90年9月20日  | 山本 優           | 南波千浪       | 山崎友正       | 増谷三郎   |
| 194  | あ～やせたい                                   | 90年9月20日  | 荒島晃宏          | あにますお     | 山崎友正       | 丸山政次   |
| 195  | ファミリー大集合                               | 90年9月27日  |                   |                |                |            |
| 196  | ファミリー大集合                               | 90年9月27日  |                   |                |                |            |
| 197  | おばあちゃんが花嫁?                            | 90年10月11日 | 山本 優           | 南波千浪       | 木暮輝夫       | 福山映二   |
| 198  | タローは私の子                                 | 90年10月11日 | 荒島晃宏          | あにますお     | 堀越新太郎     | 金子 勲    |
| 199  | あっこの運勢は?                                | 90年10月18日 | 藤本さとし        | あにますお     | 伊東政雄       | 増谷三郎   |
| 200  | お父さん愛してる                               | 90年10月18日 | 藤本さとし        | あにますお     | 伊東政雄       | 金子 勲    |
| 201  | すてないで!!                                   | 90年10月25日 | 荒島晃宏          | 南波千浪       | 堀越新太郎     | 中山和子   |
| 202  | 決定!家族大賞!!                                | 90年10月25日 | 山本 優           | あにますお     | 堀越新太郎     | 越崎鉄也   |
| 203  | ハーちゃんの赤い糸                             | 90年11月1日  | 西尾八千代        | 吉田 浩        | 山崎友正       | 増谷三郎   |
| 204  | みんなのために…                                | 90年11月1日  | 山本 優           | 南波千浪       | 山崎友正       | 福岡鷹志   |
| 205  | ジュンちゃんの悩み                             | 90年11月8日  |                   |                |                |            |
| 206  | 日曜大工                                       | 90年11月8日  |                   |                |                |            |
| 207  | お母様勝負!                                    | 90年11月15日 | 藤本さとし        | 南波千浪       | 堀越新太郎     | 中山和子   |
| 208  | タローふたり旅                                 | 90年11月15日 | 山本 優           | 吉田 浩        | 堀越新太郎     | 金子 勲    |
| 209  | 好き?嫌い!!                                    | 90年11月22日 | 西尾八千代        | あにますお     | 山崎友正       | 越崎鉄也   |
| 210  | 見初められて                                   | 90年11月22日 | 山本 優           | 南波千浪       | 山崎友正       | 増谷三郎   |
| 211  | ひつじが何匹?                                  | 90年11月29日 | 荒島晃宏          | 吉田 浩        | 伊東政雄       | 丸山政次   |
| 212  | 愛のペアルック                                 | 90年11月29日 | 藤本さとし        | あにますお     | 伊東政雄       | 福岡鷹志   |
| 213  | 若奥さんで大騒ぎ!                              | 90年12月6日  | 山本 優           | 南波千浪       | 堀越新太郎     | 増谷三郎   |
| 214  | 愛妻弁当                                       | 90年12月6日  | 荒島晃宏          | あにますお     | 堀越新太郎     | 中山和子   |
| 215  | タローのお使い                                 | 90年12月13日 | 角田利隆          | 吉田 浩        | 山崎友正       | 丸山政次   |
| 216  | わたし書きますわ!                              | 90年12月13日 | 山本 優           | あにますお     | 山崎友正       | 越崎鉄也   |
| 217  | お姑さんのプレゼント                           | 90年12月20日 | 古賀泰隆 一色弘安 | 吉田 浩        | 伊東政雄       | 金子 勲    |
| 218  | 一番あったかーい日                             | 90年12月20日 | 荒島晃宏          | 南波千浪       | 伊東政雄       | 増谷三郎   |
| 219  | みんなの10年後                                 | 90年12月27日 |                   |                |                |            |
| 220  | みんなの10年後                                 | 90年12月27日 |                   |                |                |            |
| 221  | 無駄をなくせば…                                | 91年1月10日  | 山本 優           | 吉田 浩        | 伊東政雄       | 増谷三郎   |
| 222  | 愛のキューピット                               | 91年1月10日  | 西尾八千代        | あにますお     | 伊東政雄       | 金子 勲    |
| 223  | 記念日づくり                                   | 91年1月24日  | 荒島晃宏          | 細谷秋夫       | 堀越新太郎     | 金子 勲    |
| 224  | 思い出つないで                                 | 91年1月24日  | 照沼まりえ        | あにますお     | 堀越新太郎     | 中山和子   |
| 225  | おばあちゃんの願い                             | 91年1月31日  | 山本 優           | 堀越新太郎     | 丸山政次       | 丸山政次   |
| 226  | 勢揃い鬼は外!                                  | 91年1月31日  | 藤本さとし        | 吉田 浩        | 伊東政雄       | 増谷三郎   |
| 227  | すてきな恋人                                   | 91年2月7日   | 山田智子          | あにますお     | 平和台         | 福岡鷹志   |
| 228  | お父ちゃんに限って                             | 91年2月7日   | 一色弘安          | 吉田 浩        | 山崎友正       | 越崎鉄也   |
| 229  | ハーちゃんより愛を…                            | 91年2月14日  | 西尾八千代        | 南波千浪       | 堀越新太郎     | 丸山政次   |
| 230  | 星におねがい                                   | 91年2月14日  | 藤本さとし        | 細谷秋夫       | 堀越新太郎     | 中山和子   |
| 231  | 犯人はだれ?                                    | 91年2月21日  | 角田利隆          | あにますお     | 山崎友正       | 福山映二   |
| 232  | かわいいお友だち                               | 91年2月21日  | 照沼まりえ        | あにますお     | 山崎友正       | 越崎鉄也   |
| 233  | お母ちゃんのダイエット                         | 91年2月28日  | 照沼まりえ        | 吉田 浩        | 伊東政雄       | 増谷三郎   |
| 234  | ママ!約束守って                                | 91年2月28日  | 山田智子          | あにますお     | 伊東政雄       | 越崎鉄也   |
| 235  | タローのくせ                                   | 91年3月7日   | 山本 優           | 細谷秋夫       | 渡辺健一郎     | 福岡鷹志   |
| 236  | ああ!お父ちゃん                                | 91年3月7日   | 山本 優           | 吉田 浩        | 山崎友正       | 丸山政次   |
| 237  | うで自慢!味じまん!                             | 91年3月14日  | 藤本さとし        | 細谷秋夫       | 堀越新太郎     | 金子 勲    |
| 238  | 可愛いあっこちゃん?                            | 91年3月14日  | 荒島晃宏          | 吉田 浩        | 堀越新太郎     | 中山和子   |
| 239  | お母様のヒロシちゃん                           | 91年3月21日  | 照沼まりえ        | 加藤和男       | 伊東政雄       | 福山映二   |
| 240  | タローも行きたい!                              | 91年3月21日  | 山田智子          | 南波千浪       | 伊東政雄       | 増谷三郎   |
| 241  | 幸せいっぱい!春いっぱい!!                      | 91年3月28日  |                   |                |                |            |
| 242  | 幸せいっぱい!春いっぱい!!                      | 91年3月28日  |                   |                |                |            |
| 243  | 車があれば                                     | 91年4月11日  | 一色弘安          | 細谷秋夫       | 山崎友正       | 越崎鉄也   |
| 244  | うそつきタロー                                 | 91年4月11日  | 山田智子          | 加藤和男       | 山崎友正       | 丸山政次   |
| 245  | お母ちゃんのお母さま                           | 91年4月18日  | 西尾八千代        | あにますお     | 伊東政雄       | 増谷三郎   |
| 246  | さすが本物?                                    | 91年4月18日  | 照沼まりえ        | 南波千浪       | 伊東政雄       | 金子 勲    |
| 247  | 大当り!宝くじ                                  | 91年4月25日  | 荒島晃宏          | 南波千浪       | 山崎友正       | 福山映二   |
| 248  | おおミセス・ユキエさん                         | 91年4月25日  | 藤本さとし        | 加藤和男       | 山崎友正       | 越崎鉄也   |
| 249  | かわいいお客さま                               | 91年5月2日   | 山田智子          | 細谷秋夫       | 渡辺健一郎     | 増谷三郎   |
| 250  | このタネなあ～に?                              | 91年5月2日   | 照沼まりえ        | 吉田 浩        | 渡辺健一郎     | 福岡鷹志   |
| 251  | ウキウキ!セツコさん!!                          | 91年5月9日   | 荒島晃宏          | 細谷秋夫       | 伊東政雄       | 金子 勲    |
| 252  | ダメなタロー?                                  | 91年5月9日   | 照沼まりえ        | 加藤和男       | 伊東政雄       | 丸山政次   |
| 253  | ジュンちゃんが家出?                            | 91年5月16日  | 藤本さとし        | 南波千浪       | 堀越新太郎     | 増谷三郎   |
| 254  | 王子さまお姫さま                               | 91年5月16日  | 西尾八千代        | 加藤和男       | 堀越新太郎     | 越崎鉄也   |
| 255  | ボン!ボン!!時計                                | 91年5月23日  | 山田智子          | 吉田 浩        | 渡辺健一郎     | 福山映二   |
| 256  | うわッ!怪獣だ!                                 | 91年5月23日  | 藤本さとし        | 細谷秋夫       | 渡辺健一郎     | 福岡鷹志   |
| 257  | 激走!ユキエさん                                | 91年5月30日  | 荒島晃宏          | 加藤和男       | 堀越新太郎     | 増谷三郎   |
| 258  | おじいちゃんと二人                             | 91年5月30日  | 照沼まりえ        | 細谷秋夫       | 堀越新太郎     | 丸山政次   |
| 259  | ハナコお姉ちゃん?                              | 91年6月6日   | 藤本さとし        | 吉田 浩        | 山崎友正       | 金子 勲    |
| 260  | お兄ちゃんやーめた!                            | 91年6月6日   | 荒島晃宏          | 細谷秋夫       | 山崎友正       | 越崎鉄也   |
| 261  | 楽しい梅雨どき                                 | 91年6月13日  | 山田智子          | 加藤和男       | 渡辺健一郎     | 丸山政次   |
| 262  | タントン・タントン!                            | 91年6月13日  | 朝沼まりえ        | 細谷秋夫       | 渡辺健一郎     | 増谷三郎   |
| 263  | わが家は保育園?                                | 91年6月20日  | 藤本さとし        | 細谷秋夫       | 伊東政雄       | 福岡鷹志   |
| 264  | ああ!男の料理                                  | 91年6月20日  | 荒島晃宏          | 加藤和男       | 伊東政雄       | 金子 勲    |
| 265  | タローちゃんの水族館                           | 91年6月27日  | 一色弘安          | 吉田 浩        | 堀越新太郎     | 越崎鉄也   |
| 266  | わたしが一番!                                  | 91年6月27日  | 照沼まりえ        | 細谷秋夫       | 堀越新太郎     | 増谷三郎   |
| 267  | いまどきカヤなんて?                            | 91年7月11日  | 山田智子          | 南波千浪       | 渡辺健一郎     | 中山和子   |
| 268  | おばあちゃんが大変!                            | 91年7月11日  | 西尾八千代        | 吉田 浩        | 渡辺健一郎     | 金子 勲    |
| 269  | ボクのウチ・よそのウチ                         | 91年7月18日  | 藤本さとし        | 細谷秋夫       | 堀越新太郎     | 丸山政次   |
| 270  | 虫なんて大嫌い!                                | 91年7月18日  | 荒島晃宏          | 加藤和男       | 堀越新太郎     | 福岡鷹志   |
| 271  | 夏バテはバーベキュー                           | 91年7月25日  | 西尾八千代        | 細谷秋夫       | 山崎友正       | 越崎鉄也   |
| 272  | ああ!うちの嫁は                                | 91年7月25日  | 山田智子          | 吉田 浩        | 山崎友正       | 増谷三郎   |
| 273  | 神社に怪獣!!                                   | 91年8月1日   | 照沼まりえ        | 加藤和男       | 堀越新太郎     | 丸山政次   |
| 274  | キャンプに行きた～い                           | 91年8月1日   | 荒島晃宏          | 吉田 浩        | 堀越新太郎     | 福岡鷹志   |
| 275  | うわ!海だ海だ!!                                | 91年8月8日   | 藤本さとし        | 細谷秋夫       | 渡辺健一郎     | 増谷三郎   |
| 276  | ママさんの金魚                                 | 91年8月8日   | 山田智子          | 加藤和男       | 渡辺健一郎     | 金子 勲    |
| 277  | お母様がモデルに                               | 91年8月15日  | 一色弘安          | 南波千浪       | 堀越新太郎     | 越崎鉄也   |
| 278  | お母様がモデルに                               | 91年8月15日  | 一色弘安          | 吉田 浩        | 堀越新太郎     | 福岡鷹志   |
| 279  | どっちが好き?                                  | 91年8月22日  | 高見 登           | 加藤和夫       | 渡辺健一郎     | 増谷三郎   |
| 280  | お父ちゃんの夏休み                             | 91年8月22日  | 西尾八千代        | 吉田 浩        | 渡辺健一郎     | 丸山政次   |
| 281  | えッ!お化けが見たい                            | 91年8月29日  | 荒島晃宏          | 加藤和夫       | 山崎友正       | 金子 勲    |
| 282  | 自慢の嫁                                       | 91年8月29日  | 山田智子          | 細谷秋夫       | 山崎友正       | 福岡鷹志   |
| 283  | お母さんが二人?                                | 91年9月5日   | 坂上あゆみ        | 細谷秋夫       | 堀越新太郎     | 増谷三郎   |
| 284  | ああ!愛しのギルバード                          | 91年9月5日   | 一色弘安          | 吉田 浩        | 堀越新太郎     | 越崎鉄也   |
| 285  | 大事な役目                                     | 91年9月12日  | 荒島晃宏          | 南波千浪       | 渡辺健一郎     | 丸山政次   |
| 286  | ハーちゃんのお月ちゃま                         | 91年9月12日  | 山田智子          | 加藤和夫       | 渡辺健一郎     | 金子 勲    |
| 287  | みなさんこんにちは!                            | 91年9月19日  |                   |                |                |            |
| 288  | つまんな～い実家                               | 91年9月19日  |                   |                |                |            |
| 289  | 危うしハーちゃん! 家族旅行はウキウキ・ドッキリ | 91年9月26日  |                   |                |                |            |
| 290  | 危うしハーちゃん! 家族旅行はウキウキ・ドッキリ | 91年9月26日  |                   |                |                |            |
| 291  | あっこのダイエット                             | 91年10月17日 | 藤本さとし        | 加藤和男       | 渡辺健一郎     | 金子 勲    |
| 292  | あッ!ボクの家が!!                              | 91年10月17日 | 山田智子          | 吉田 浩        | 渡辺健一郎     | 福岡鷹志   |
| 293  | 素敵なスタイル                                 | 91年10月24日 | 高見 登           | 加藤和男       | 伊東政雄       | 増谷三郎   |
| 294  | お花屋さんへご出勤                             | 91年10月24日 | 西尾八千代        | 細谷秋夫       | 伊東政雄       | 金子 勲    |
| 295  | ひとりになりたい                               | 91年11月7日  | 山田智子          | 吉田 浩        | 堀越新太郎     | 越崎鉄也   |
| 296  | あっこのサバイバル料理                         | 91年11月7日  | 藤本さとし        | 南波千浪       | 堀越新太郎     | 丸山政次   |
| 297  | 一等賞はだれ?                                  | 91年11月14日 |                   |                |                |            |
| 298  | いい子と言って                                 | 91年11月14日 |                   |                |                |            |
| 299  | 勤労感謝の日                                   | 91年11月21日 | 藤本さとし        | 南波千浪       | 堀越新太郎     | 増谷三郎   |
| 300  | わたしの子ネコちゃん                           | 91年11月21日 | 西尾八千代        | 加藤和男       | 堀越新太郎     | 丸山政次   |
| 301  | ええッ?離婚なんて!                             | 91年11月28日 | 静谷伊佐夫        | 加藤和男       | 渡辺健一郎     | 金子 勲    |
| 302  | お母様は大スター!                              | 91年11月28日 | 山田智子          | 吉田 浩        | 渡辺健一郎     | 金子 勲    |
| 303  | 悪い子ハーちゃん                               | 91年12月5日  | 一色弘安          | 吉岡 浩        | 渡辺健一郎     | 福岡鷹志   |
| 304  | パトカー大好き!                                | 91年12月5日  | 藤本さとし        | 吉田 浩        | 堀越新太郎     | 増谷三郎   |
| 305  | お口あ～ンして!                                | 91年12月12日 | 高見 登           | 加藤和男       | 山崎友正       | 福岡鷹志   |
| 306  | 新婚のお味は?                                  | 91年12月12日 | 一色弘安          | 細谷秋夫       | 山崎友正       | 金子 勲    |
| 307  | すてきなプレゼント                             | 91年12月19日 | 山田智子          | 吉田 浩        | 堀越新太郎     | 増谷三郎   |
| 308  | わが家のクジ運                                 | 91年12月19日 | 藤本さとし        | 加藤和男       | 堀越新太郎     | 丸山政次   |
| 309  | みんなで手助け                                 | 92年1月9日   | 藤本さとし        | 加藤和男       | 伊東政雄       | 越崎鉄夫   |
| 310  | もしかして赤ちゃん?                            | 92年1月9日   | 西尾八千代        | 加藤和男       | 伊東政雄       | 金子 勲    |
| 311  | さすが私の息子                                 | 92年1月16日  | 荒島晃宏          | 加藤和男       | 渡辺健一郎     | 丸山政次   |
| 312  | お願い呼ばないで!                              | 92年1月16日  | 一色弘安          | 吉田 浩        | 渡辺健一郎     | 福岡鷹志   |
| 313  | タローちゃんの贈り物                           | 92年1月23日  | 高見 登           | 吉田 浩        | 堀越新太郎     | 丸山政次   |
| 314  | お家に帰りたい                                 | 92年1月23日  | 荒島晃宏          | 加藤和男       | 堀越新太郎     | 越崎鉄也   |
| 315  | 痛くないモン!                                  | 92年1月30日  | 山田智子          | 加藤和男       | 山崎友正       | 金子 勲    |
| 316  | 食べたの誰?                                    | 92年1月30日  | 藤本さとし        | 吉田 浩        | 山崎友正       | 福岡鷹志   |
| 317  | ハーちゃんはどこに?                            | 92年2月6日   | 西尾八千代        | 加藤和男       | 伊東政雄       | 越崎鉄也   |
| 318  | お母さまの忘れ物                               | 92年2月6日   | 藤本さとし        | 吉田 浩        | 伊東政雄       | 丸山政次   |
| 319  | 勝手にしなさい!                                | 92年2月13日  | 一色弘安          | 加藤和男       | 渡辺健一郎     | 金子 勲    |
| 320  | ステキなご夫婦                                 | 92年2月13日  | 高見 登           | 吉田 浩        | 渡辺健一郎     | 金子 勲    |
| 321  | この匂いなーに?                                | 92年2月20日  | 山田智子          | 加藤和男       | 堀越新太郎     | 丸山政次   |
| 322  | さすがパパ                                     | 92年2月20日  | 高見 登           | 吉田 浩        | 堀越新太郎     | 福岡鷹志   |
| 323  | 魚は一匹!イカは?                               | 92年2月27日  | 荒島晃宏          | 加藤和男       | 山崎友正       | 福岡鷹志   |
| 324  | ハーちゃんの目つき                             | 92年2月27日  | 一色弘安          | 吉田 浩        | 山崎友正       | 金子 勲    |
| 325  | 楽しいお菓子作り                               | 92年3月5日   | 西尾八千代        | 加藤和男       | 渡辺健一郎     | 丸山政次   |
| 326  | ボクは青バット!                                | 92年3月5日   | 一色弘安          | 吉田 浩        | 渡辺健一郎     | 金子 勲    |
| 327  | 子供たちは優等生                               | 92年3月12日  | 藤本さとし        | 加藤和男       | 堀越新太郎     | 福岡鷹志   |
| 328  | わが家の記念写真                               | 92年3月12日  | 高見 登           | 吉田 浩        | 堀越新太郎     | 越崎鉄也   |
| 329  | ひとりぼっち?                                  | 92年3月19日  | 山田智子          | 加藤和男       | 渡辺健一郎     | 金子 勲    |
| 330  | お母様のお友だち                               | 92年3月19日  | 藤本さとし        | 吉田 浩        | 渡辺健一郎     | 福岡鷹志   |
| 331  | おぼろ月夜                                     | 92年3月26日  |                   |                |                |            |
| 332  | うちのお母様うちの嫁                           | 92年3月26日  |                   |                |                |            |

### 放送局
放送系列は放送当時、放送日時は個別に出典が提示されてあるものを除き、1992年3月終了時点のものとする。
| 放送対象地域  | 放送局                | 放送日時                                                                                                 | 放送系列                      | 備考                                                                                    |
| ------------- | --------------------- | --- | ----------------------------- | --------------------------------------------------------------------------------------- |
| 近畿広域圏    | 朝日放送（ABCテレビ） | 水曜 18:50 - 19:20（1988年10月12日 - 1989年3月29日）→ 木曜 19:00 - 19:30（1989年4月6日 - 1992年3月26日） | テレビ朝日系列                | 制作局、現・朝日放送テレビ。                                                            |
| 北海道        | 北海道テレビ          | 水曜 18:50 - 19:20（1988年10月12日 - 1989年3月29日）→ 木曜 19:00 - 19:30（1989年4月6日 - 1992年3月26日） | テレビ朝日系列                |                                                                                         |
| 宮城県        | 東日本放送            | 水曜 18:50 - 19:20（1988年10月12日 - 1989年3月29日）→ 木曜 19:00 - 19:30（1989年4月6日 - 1992年3月26日） | テレビ朝日系列                |                                                                                         |
| 福島県        | 福島放送              | 水曜 18:50 - 19:20（1988年10月12日 - 1989年3月29日）→ 木曜 19:00 - 19:30（1989年4月6日 - 1992年3月26日） | テレビ朝日系列                |                                                                                         |
| 関東広域圏    | テレビ朝日            | 水曜 18:50 - 19:20（1988年10月12日 - 1989年3月29日）→ 木曜 19:00 - 19:30（1989年4月6日 - 1992年3月26日） | テレビ朝日系列                |                                                                                         |
| 新潟県        | 新潟テレビ21          | 水曜 18:50 - 19:20（1988年10月12日 - 1989年3月29日）→ 木曜 19:00 - 19:30（1989年4月6日 - 1992年3月26日） | テレビ朝日系列                |                                                                                         |
| 静岡県        | 静岡けんみんテレビ    | 水曜 18:50 - 19:20（1988年10月12日 - 1989年3月29日）→ 木曜 19:00 - 19:30（1989年4月6日 - 1992年3月26日） | テレビ朝日系列                | [ 5 ]                                                                                   |
| 中京広域圏    | 名古屋テレビ          | 水曜 18:50 - 19:20（1988年10月12日 - 1989年3月29日）→ 木曜 19:00 - 19:30（1989年4月6日 - 1992年3月26日） | テレビ朝日系列                |                                                                                         |
| 広島県        | 広島ホームテレビ      | 水曜 18:50 - 19:20（1988年10月12日 - 1989年3月29日）→ 木曜 19:00 - 19:30（1989年4月6日 - 1992年3月26日） | テレビ朝日系列                |                                                                                         |
| 香川県 岡山県 | 瀬戸内海放送          | 水曜 18:50 - 19:20（1988年10月12日 - 1989年3月29日）→ 木曜 19:00 - 19:30（1989年4月6日 - 1992年3月26日） | テレビ朝日系列                |                                                                                         |
| 福岡県        | 九州朝日放送          | 水曜 18:50 - 19:20（1988年10月12日 - 1989年3月29日）→ 木曜 19:00 - 19:30（1989年4月6日 - 1992年3月26日） | テレビ朝日系列                |                                                                                         |
| 鹿児島県      | 鹿児島放送            | 水曜 18:50 - 19:20（1988年10月12日 - 1989年3月29日）→ 木曜 19:00 - 19:30（1989年4月6日 - 1992年3月26日） | テレビ朝日系列                |                                                                                         |
| 青森県        | 青森テレビ            | 火曜 16:30 - 17:00                                                                                       | TBS系列                       | 1991年9月まで放送。                                                                     |
| 青森県        | 青森朝日放送          | 木曜 19:00 - 19:30（1991年10月 - 1992年3月26日）                                                         | テレビ朝日系列                | 1991年10月開局から放送。                                                                |
| 岩手県        | 岩手放送              | 水曜 16:07 - 16:35（1990年12月 - 1991年1月時点） → 水曜 16:55 - 17:25                                    | TBS系列                       | 現・IBC岩手放送。                                                                       |
| 秋田県        | 秋田放送              | 水曜 17:30 - 18:00                                                                                       | 日本テレビ系列                |                                                                                         |
| 山形県        | テレビユー山形        | 土曜 17:30 - 18:00                                                                                       | TBS系列                       | 1989年10月開局から放送。                                                                |
| 長野県        | テレビ信州            | 水曜 18:50 - 19:20（1988年10月12日 - 1989年3月29日）→ 木曜 19:00 - 19:30（1989年4月6日 - 1991年3月）     | 日本テレビ系列 テレビ朝日系列 | 1991年3月まで放送。 1991年4月に長野朝日放送の開局に伴い、ANNを脱退。                    |
| 長野県        | 長野朝日放送          | 木曜 19:00 - 19:30（1991年4月 - 1992年3月26日）                                                          | テレビ朝日系列                | 1991年4月開局から放送。                                                                 |
| 富山県        | テレビユー富山        | 金曜 16:00 - 16:30                                                                                       | TBS系列                       | 現・チューリップテレビ。サービス放送期間中の1990年9月28日開局から1992年5月8日まで放送。 |
| 石川県        | 北陸朝日放送          | 木曜 19:00 - 19:30（1991年10月 - 1992年3月26日）                                                         | テレビ朝日系列                | 1991年10月開局から放送。                                                                |
| 島根県 鳥取県 | 日本海テレビ          | 金曜 17:00 - 17:30                                                                                       | 日本テレビ系列                |                                                                                         |
| 長崎県        | 長崎文化放送          | 木曜 19:00 - 19:30（1990年4月 - 1992年3月26日）                                                          | テレビ朝日系列                | 1990年4月開局から放送。                                                                 |
| 熊本県        | 熊本朝日放送          | 木曜 19:00 - 19:30（1989年10月 - 1992年3月26日）                                                         | テレビ朝日系列                | 1989年10月開局から放送。                                                                |
| 大分県        | 大分放送              | 月曜 16:30 - 17:00（1992年3月30日まで）→ 月曜 10:35 - 11:05（1992年4月6日から）                          | TBS系列                       |                                                                                         |